# 猫原ねんず
猫原 ねんず（にゃんばら ねんず、5月2日 - ）は、日本のイラストレーター、漫画家。女性。兵庫県神戸市出身。血液型はB型。

## 人物
2004年にあおば出版の『ハムスペ』より「にゃんころ行進曲」でデビュー。自身や家族が飼っている猫をテーマとする漫画作品が多いことで知られる。
秋水社の『ねことも』『miniSUGAR』等の漫画誌やニコニコ静画で作品を連載。既婚者である。

## 作品
- にゃんころ行進曲（あおば出版、2007年3月29日発行、ISBN 978-4-873-17948-3）
- ずっとてぶくろ（日本出版社、2008年8月1日発行、ISBN 978-4-890-48012-8）
- うちねこ一番!（日本出版社、2008年10月1発行、ISBN 978-4-890-48019-7）
- いい日ねこの日（大都社、2014年11月25日発行、ISBN 978-4-864-95073-2）※秋水社ORIGINALから電子分冊有り
- ひだまりにねこ（集英社、2014年12月1日発行、電子書籍）
- しっぽと教科書（集英社、2018年2月23日発行、電子書籍）
- 大衆酒場ワカオ ワカコ酒別店（原作：新久千映、徳間書店、2019年 - 2022年、全7巻）
- クールなCEOと社内政略結婚!?（原作：高田ちさき、スターツ出版、電子書籍全6巻・紙書籍全5巻） ※電子分冊版を除く
  - 電子書籍版
    1. 2019年8月16日発売、電子書籍版
    2. 2020年5月15日発売、電子書籍版
    3. 2021年6月18日発売、電子書籍版
    4. 2022年5月20日発売、電子書籍版
    5. 2023年3月17日発売、電子書籍版
    6. 2024年3月15日発売、電子書籍版

  - 紙書籍版（電子書籍版とは巻数は異なるが、最終話まで収録されている）
    1. 2021年6月18日発売、紙書籍版 ISBN 978-4-8137-6066-5
    2. 2021年12月17日発売、紙書籍版 ISBN 978-4-8137-6086-3
    3. 2022年6月17日発売、紙書籍版 ISBN 978-4-8137-6114-3
    4. 2023年4月21日発売、紙書籍版 ISBN 978-4-8137-6184-6
    5. 2024年4月19日発売、紙書籍版 ISBN 978-4-8137-6303-1
- 出没!ビール女子（少年画報社、既刊3巻）
  1. 2020年3月16日発売、ISBN 978-4-7859-6628-7
  2. 2022年11月14日発売、ISBN 978-4-7859-6628-7
  3. 2024年10月28日発売、ISBN 978-4-7859-7797-9
- リアル女子が明かすＨの裏事情〜私のセックス、まちがっている!?〜（大都社・秋水社、2020年7月28日発売、電子書籍） ※電子分冊版を除く
- 我が家の猫には小さいオッサンが入っている（大都社、2021年1月25日発売、ISBN 978-4864954150）
- うちの猫は転生しているにちがいない（大都社、全2巻）
  1. 2023年8月24日発売、ISBN 978-4-86495-616-1
  2. 2024年8月26日発売、ISBN 978-4-86495-684-0